# Központi Bányászati Múzeum
A Központi Bányászati Múzeum Magyarország egyik legnagyobb műszaki múzeuma, amelynek központi gyűjteménye és legnagyobb kiállítása a soproni belváros egyik legszebb épületében, a barokk stílusú Esterházy-palotában található.

## Látnivalók
Évszázadokon át a magyar bányákból elégítették ki a kontinens arany-, ezüst-, majd rézigényének zömét. A Központi Bányászati Múzeum hatszáz négyzetméteren, angol, német, magyar és szlovák nyelvű feliratokkal mutatja be az ezeréves magyar bányászat legjelentősebb emlékeit, az évszázadok alatt használt bányagépek működő modelljeit, és egyúttal a bányászathoz kapcsolódó művészeti, néprajzi emlékeket is. Kivételesen szép a múzeum ásványgyűjteménye.
A kiállítás legizgalmasabb része egy 20. század eleji bányavágat, ahová a látogatók is bebújhatnak. Ezen kívül megnézhetik az eredeti méretében rekonstruált őskori kovabányát, a középkori bányák szűk vágatait és az elmúlt évtizedek legnagyobb jelentőségű bányászati technológiai újítása, a hidraulikus pajzs beépített elemeit is. A kiállítás 2001-ben elnyerte az „Év múzeuma” pályázat különdíját.
A bemutató moziban nyaranta régi bányászati oktatófilmeket, játékfilmeket vetítenek.

## A múzeum további kiállításai
- Oroszlányi Bányászati Gyűjtemény
- Mecseki Bányászati Kiállítások (Mecseki Bányászati Gyűjtemény, Pécs, illetve Kővágószőlős)
- Balás Jenő Bauxitbányászati Kiállítás (Gánt)

## Külső hivatkozások
- Központi Bányászati Múzeum, Sopron Archiválva 2022. május 21-i dátummal a Wayback Machine-ben